# الأفكار السياسية في أدب الخيال العلمي
يمكن القول إن استكشاف السياسة في الخيال العلمي أقدم من تحديد هذا النوع الأدبي. يعد آلة الزمن للمؤلف ه. ج. ويلز أحد أقدم أعمال الخيال العلمي الحديث، وهي استقراء للبنية الطبقية للمملكة المتحدة في عصره، وهو شكل متطرف من أشكال الداروينية الاجتماعية. خلال عشرات الآلاف من السنين، تطور البشر إلى نوعين مختلفين بناءً على طبقتهم الاجتماعية.

## المجتمعات المتفكرة
تتضمن معظم القصص وأعمال الخيال العلمي الطويلة تخمينات (بشكل مباشر أو غير مباشر) حول أنماط الحياة والسلوك. إنها أحيانًا محاولات مجازية وجادة في كثير من الأحيان لنمذجة مجتمعات ومؤسسات وأنظمة سياسية محتملة في المستقبل. ومن الأمثلة على ذلك رواية هاري هاريسون ميك روم! ميك روم! ورواية الانتزاع لأورسولا ك. لي غوين وثلاثية الاستيلاء العدائي للمؤلف س. أندرو سوان. قد تقوم المجتمعات المتخيلة على افتراضات مختلفة جدًا. غالبًا ما يُصمم المستقبل على غرار الأشكال التاريخية؛ الإقطاع، أو في حالة سلسلة ذا فاونديشين، الإمبراطورية الرومانية. الموضوع المشترك هو اندماج البشرية في مجتمع أكبر بين النجوم. من الأمثلة الحديثة الشائعة سلسلة الارتقاء من تأليف دافيد برين إذ يُحدد حالة الأنواع بناءً على مفهوم الارتقاء بيولوجيًا للأنواع الأخرى.

## المجتمعات اليوتوبية
اخترع توماس مور مصطلح اليوتوبيا باعتباره عنوانًا لكتابه اللاتيني De Optimo Reipublicae Statu deque Nova Insula Utopia (حوالي 1516)، والمعروف بشكل أكثر شيوعًا باسم يوتوبيا. لقد ابتكر كلمة يوتوبيا لاقتراح لفظين يونانيين جديدين في وقت واحد: outopia (لا مكان) وeutopia (مكان جيد). يصور مور مجتمعًا منظمًا بشكل عقلاني، من خلال سرد المستكشف الذي اكتشفه - رافائيل هيثلوديوس. اليوتوبيا هي جمهورية تُوزع فيها جميع الممتلكات بشكل مشترك. بالإضافة إلى ذلك، فيها القليل من القوانين ولا يوجد محامين ونادرًا ما ترسل مواطنيها للحرب، لكنها تستأجر مرتزقة من بين جيرانها الميالين للحرب.
بشكل عام، اليوتوبيا هي مجتمعات يعتقد مؤلفها إما الكمال، أو الكمال بقدر ما يمكن تحقيقه. إن Ecotopia لإرنست كالنباخ هو مثال معاصر. يمكن أن يسبب هذا بعض الالتباس، إذ أن بعض الأعمال المعترف بها عمومًا على أنها تخيلية، مثل جمهورية أفلاطون، يمكن أن تكون أقل من مثالية للقارئ الحديث. إنها واحدة من المجموعات الفرعية الأصغر في أدب العلوم السياسية، ربما لأنه من الصعب خلق توتر درامي في عالم يعتقد المؤلف أنه مثالي. يتغلب مؤلفون مختلفون على هذه المشكلة بافتراض وجود مشاكل في المجتمع اليوتوبي، كما يفعل ل. نيل سميث. تتمثل الطرق الأخرى لتقديم مجتمع يوتوبي في الخيال العلمي في إرسال الشخصيات إلى الخارج لاستكشاف ما وراء حدودها (ستار تريك)، أو التركيز على شخصية دخيلة تدخل المجتمع، كما هو الحال في عالم جديد شجاع لألدوس هكسلي. غالبًا ما تُستخدم هذه الطريقة الأخيرة لإظهار أن المجتمع اليوتوبي الظاهر هو في الواقع ديستوبي. تضمن نهج كيم ستانلي روبنسون في ثلاثية المريخ استكشاف إنشاء مجتمعات يوتوبية وبيئية على كوكب المريخ.
يمكن العثور على خيار آخر لمجتمع يوتوبي في الروبوتات، أو حكم الروبوتات، أو أجهزة الكمبيوتر، مع النظرية القائلة بأن الآلة المبرمجة يمكن أن توفر دون عاطفة رفاهية الجميع. ومن الأمثلة على ذلك أعمال مختلفة لإيزاك أسيموف وكوكب سيجما دراكونيس السادس في حلقة ستار تريك دماغ سبوك. إذا أصبحت قاعدة الآلة قاسية أو قمعية، فقد تصبح ديستوبيا بدلًا من ذلك.